# 里馬若夫

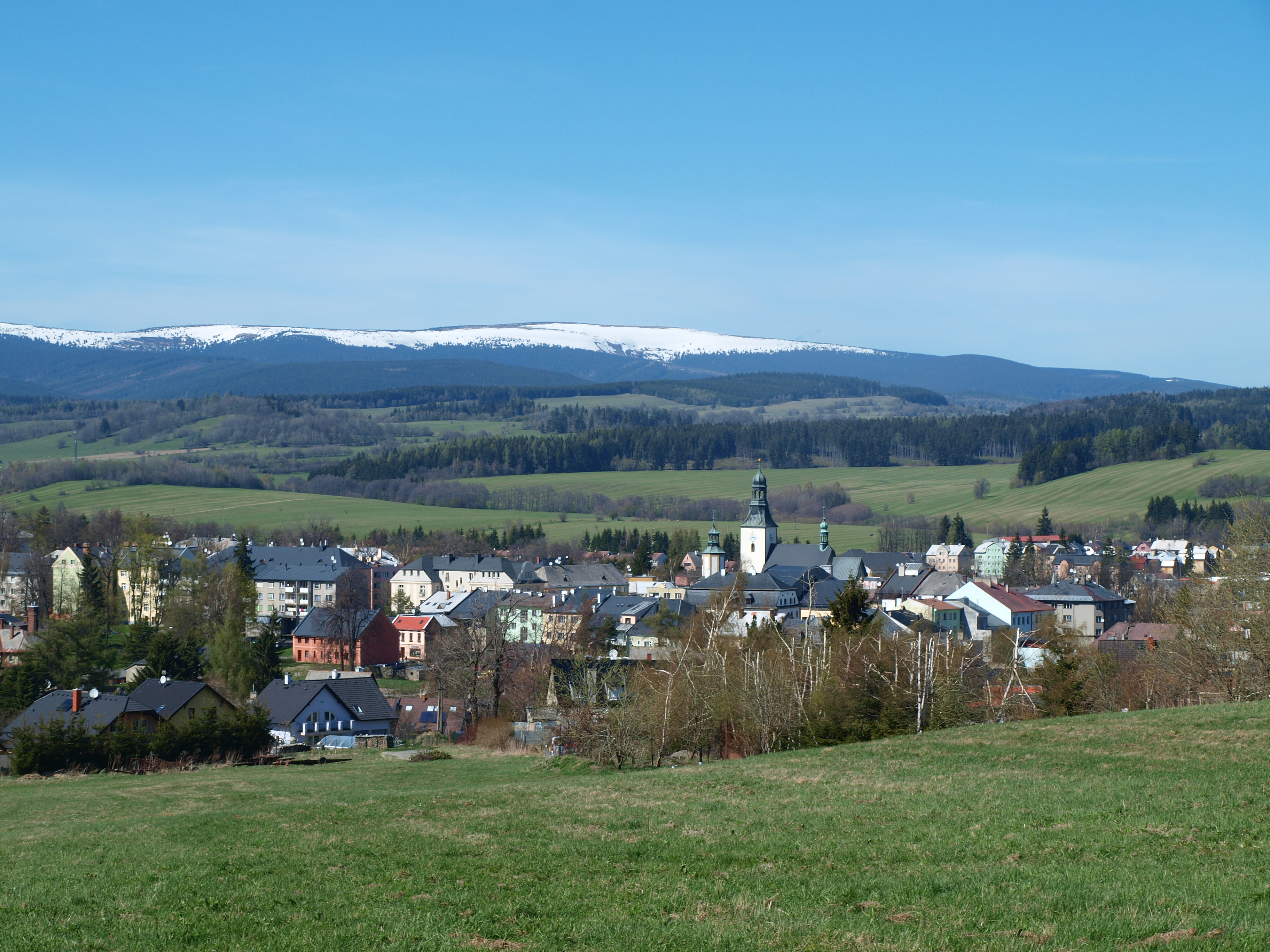

里馬若夫是捷克的城鎮，位於該國東北部，由摩拉維亞-西利西亞州負責管轄，始建於1351年，面積60.7平方公里，海拔高度555米，1790年4月3日發生的大火差不多燒毁鎮上全部房屋，2006年人口9,038。

## 外部連結
- （捷克文） Official website （页面存档备份，存于）